# ملانی سفکا
ملانی سَفکا (انگلیسی: Melanie Safka؛ ۳ فوریه ۱۹۴۷ – ۲۳ ژانویه ۲۰۲۴) خواننده/ترانه‌سرای موسیقی فولکلور آمریکایی بود.
او با نام کوتاه‌شدهٔ ملانی نیز شهرت داشت، موفقیت جهانی ملانی به‌طور گسترده در ۱۹۷۱–۱۹۷۲ بود و نسخه موفق او با نام رولینگ استونز‎ «Ruby Tuesday» منتشر شد، بیشتر با آهنگ‌های موفقی مانند ‎ «Lay Down» ،‎ «Brand New Key»‎ و «What Have They Done To My Song Ma» شناخته شده‌است. ملانی از سال‌های پایانی دههٔ ۱۹۶۰ میلادی فعالیت هنری‌اش را شروع کرد و تابه‌امروز بیش از ۲۵ میلیون نسخه از آثارش به‌فروش رسیده‌است.

## زندگی شخصی و مرگ
ملانی در سال ۱۹۶۸ با پیتر شکریک تهیه‌کننده موسیقی ازدواج کرد. آنها صاحب سه فرزند شدند: دخترشان لیلا متولد ۳ اکتبر ۱۹۷۳. دختر دوم جردی در ۲۷ مارس ۱۹۷۵; و پسرش بو جارد در ۱۱ سپتامبر ۱۹۸۰. لیلا و جردی، زمانی که هفت و شش ساله بودند، جلدی از آهنگ «هیچ‌کس کاملاً شبیه مادربزرگ نیست» را منتشر کرد که در چارت کانادا قرار گرفت و به رتبه ۲۷ رسید. پیتر شکریک در سال ۲۰۱۰ درگذشت. ملانی در اوایل دهه ۱۹۷۰ یک گیاهخوار شد و روزه هم می‌گرفت.
ملانی خود را از نظر سیاسی به عنوان یک آزادیخواه معرفی کرد و اظهار داشت: «من دموکرات، سوسیالیست یا جمهوری‌خواه نیستم.» او اظهار داشت که «نیروی جهانی مادری» را پس از در آغوش گرفتن ماتا آمریتاناندامایی یا آما تجربه کرده و پذیرفته‌است. نام هندی «مادر» یا «قدیس در آغوش» که الهام بخش او برای نوشتن «مادر عشق» بوده‌است.
ملانی در منطقه شهری نشویل زندگی می‌کرد. او در ۲۳ ژانویه ۲۰۲۴ در سن ۷۶ سالگی درگذشت.

## دیسکوگرافی منتخب
- متولد برای بودن (آلبوم ملانی) (۱۹۶۸)[۱۲]
- ملانی با محبت[۱۳] با نام مستعار «ملانی مهربان» (۱۹۶۹)
- شمع در باران (۱۹۷۰)[۱۴]
- کتاب خوب (آلبوم) (۱۹۷۱)[۱۵]
- «مرا جمع کن» (۱۹۷۱)[۱۶]
- کلمات سنگی (۱۹۷۲)[۱۷]
- مادروگادا (آلبوم ملانی) (۱۹۷۴)[۱۸]
- همان‌طور که اکنون تو را می‌بینم (۱۹۷۴)[۱۹]
- «غروب آفتاب و آغازهای دیگر» (۱۹۷۵)[۲۰]
- عکس (آلبوم ملانی) (۱۹۷۶)[۲۱]
- آوایی - نه فقط یک چهره زیبای دیگر (۱۹۷۸)[۲۲]
- خیابان‌های سالن رقص (۱۹۷۸)[۲۳]
- نقش عربی  (۱۹۸۲)[۲۴]
- موج هفتم (۱۹۸۳)[۲۵]
- «آیا من واقعی هستم یا چیست» (۱۹۸۵)[۲۶]
- ملانی (آلبوم هلندی) (۱۹۸۷)[۲۷]
- کوابونگا - هرگز به موج پشت نکنید (۱۹۸۸)[۲۸]
- سکوت پادشاه است (۱۹۹۳)[۲۹]
- سالگرد نقره‌ای (۱۹۹۳)[۳۰]
- جنگجوی قدیمی عوضی (۱۹۹۶)[۳۱]
- «کشور پایین» (۱۹۹۷)[۳۲]
- مردم زیبا (۱۹۹۹)[۳۳][۳۴]
- «لحظه‌هایی از زندگی من» (۲۰۰۲)[۳۵]
- عشق دیوانه (۲۰۰۲)[۳۶]
- تعهد با نور کم (۲۰۰۴)[۳۷]
- از زمانی که شما هرگز در مورد من نشنیده‌اید (۲۰۱۰)[۳۸]